# Tre backars naturreservat
Tre backars naturreservat är ett naturreservat i Norrtälje kommun i Stockholms län.
Området är naturskyddat sedan 2015 och är 121 hektar stort. Reservatet omfattar en udde i vid västra stranden av Ströjan. Reservatet består av granskog, barrskog med inslag av lövträd, främst asp samt sumpskog.